# Драхалиця
Драхалиця (пол. Drachalica) — село в Польщі, у гміні Стенжиця Рицького повіту Люблінського воєводства.
Населення — 43 особи (2011).

## Демографія
Демографічна структура станом на 31 березня 2011 року:
|          | Загалом | Допрацездатний вік | Працездатний вік | Постпрацездатний вік |
| -------- | ------- | ------------------ | ---------------- | -------------------- |
| Чоловіки | 22      | 4                  | 18               | 0                    |
| Жінки    | 21      | 2                  | 14               | 5                    |
| Разом    | 43      | 6                  | 32               | 5                    |